# 11 Lacertae
11 Lacertae (11 Lac) è una stella situata nella costellazione della Lucertola, e distante circa 302 anni luce.

## Osservazione
La sua posizione moderatamente boreale fa sì che questa stella sia osservabile specialmente dall'emisfero nord, in cui si mostra alta nel cielo nella fascia temperata; dall'emisfero australe la sua osservazione risulta invece più penalizzata, specialmente al di fuori della sua fascia tropicale. La sua magnitudine pari a +4,50, fa sì che possa essere scorta solo con un cielo sufficientemente libero dagli effetti dell'inquinamento luminoso.
Il periodo migliore per la sua osservazione nel cielo serale ricade nei mesi compresi fra fine agosto e dicembre; nell'emisfero nord è visibile anche fino alla metà dell'inverno, grazie alla declinazione boreale della stella, mentre nell'emisfero sud può essere osservata in particolare durante i mesi della primavera australe.

## Caratteristiche fisiche
Di classe spettrale K2 III, è una stella gigante arancione che ha quindi terminato la propria fase di stabilità all'interno della sequenza principale. Gli studi hanno dimostrato una metallicità (l'abbondanza di elementi più pesanti dell'elio) più bassa di quella solare, con un valore che varia da [Fe/H] = −0,14 a [Fe/H] = −0,28; possiede una massa che supera di circa 1,1 volte quella solare, mentre il raggio misura 26 volte quello della nostra stella.
L'età stimata è di circa 8 miliardi di anni e questo, oltre al fatto che questa stella potrebbe far parte della Corrente delle Iadi, indica che in passato possa essere stata una stella di classe A o B.